# Stenka Razin
Stepan (Stenka) Timofejevitsj Razin (Russisch: Степан (Стенька) Тимофеевич Разин) (1630 – 16 juni (O.S.6 juni) 1671) was een Kozakkenleider, en een van de opstandelingen en grootste volkshelden uit de Russische geschiedenis. Hij leidde een zeeroversbestaan op de zijrivieren van de Don.

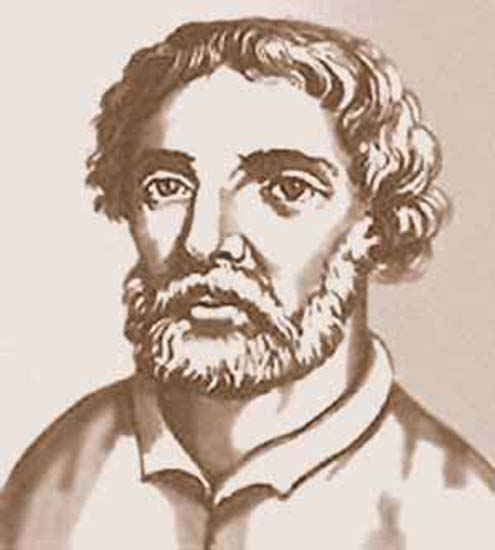
Engelse gravure van Stenka Razin

## Biografie

### Jeugd
Razin werd geboren in Zimoveiskaia Stanitsa in de jaren dertig van de 17e eeuw. Zijn vader Timofei was een gevluchte boer uit de provincie Voronezh, die in de jaren twintig in de Don-regio bij de kozakken was aangekomen. Hij vestigde er zo'n reputatie, dat de ataman, Iakovlev, als peetoom wilde optreden voor zijn middelste zoon Razin. Ivan was de oudste en Frol zijn jongste zoon. Razins moeder was waarschijnlijk een gevangengenomen Turkse en hij was daardoor een tuma, iemand van gemengde ouders. Zij stierf toen Razin nog jong was en hij werd door een stiefmoeder opgevoed. Als hij dat had gewild had hij kunnen leven als de opkomende kozakkenelite. Om onopgehelderde redenen koos Razin echter voor een andere koers.

### 1661-1667
Razin duikt voor het eerst op in historische bronnen uit 1661, waarin vermeld wordt dat hij blijkbaar in 1658 deel uitmaakte van een diplomatieke missie van de Don-kozakken naar de Kalmukken. Datzelfde jaar ging hij op pelgrimstocht naar het Solovetski-klooster aan de Witte Zee, net als in 1652 en 1661, waarbij hij Moskou passeerde. Er waren grote spanningen in de hoofdstad, omdat de regering probeerde zilveren munten door koperen te vervangen. 
De inflatie leidde tot hoge broodprijzen, die door de arme stadsbevolking niet op te brengen waren, en zou een jaar later in het Koperoproer uitmonden. Er was sprake van grote ongelijkheid en zware onderdrukking. Dit kan de reden zijn geweest voor Razin om zich op te werpen als 'kampioen van de onteigenden'. Een andere reden kan de executie in 1665 van zijn oudste broer Ivan door prins Iurie Alexowitz Dolgorukhii zijn geweest, die hij wilde wreken. Ivan was als kolonel in dienst van de groothertog in de Poolse Oorlogen. De kozakken hadden vrijwillig deelgenomen, maar het werd hen niet toegestaan naar huis te gaan toen het legerkamp werd opgebroken om naar de garnizoenen te gaan. Toen ze toch stilletjes vertrokken werd Ivan opgepakt en opgehangen. 
In 1667 was Razin leider geworden van een roversgemeenschap, die zich had gevestigd in Pansjinskoje langs de oevers van de rivieren Tisjina en Ilovlja. Van hieruit overviel hij schepen die over de Wolga voeren. Over zijn leven in de tussenliggende zes jaar zijn geen bronnen te vinden.
Tijdens de oorlogen met Polen in 1654-1667 en Zweden in 1656-1658 kreeg het Russische volk het zwaar te verduren. Onder meer werden de belastingen verhoogd en werd de dienstplicht verzwaard. Veel boeren die hoopten aan dit alles te ontkomen, vluchtten naar Zuid-Rusland om zich aan te sluiten bij anderen die ontevreden waren over de toestand in het land. Razin kreeg hierdoor steeds meer aanhangers. Met hun hulp hield Razin vervolgens huis langs de rivieren van Zuid-Rusland, Dagestan en (het huidige) Azerbeidzjan.

### Perzische campagne

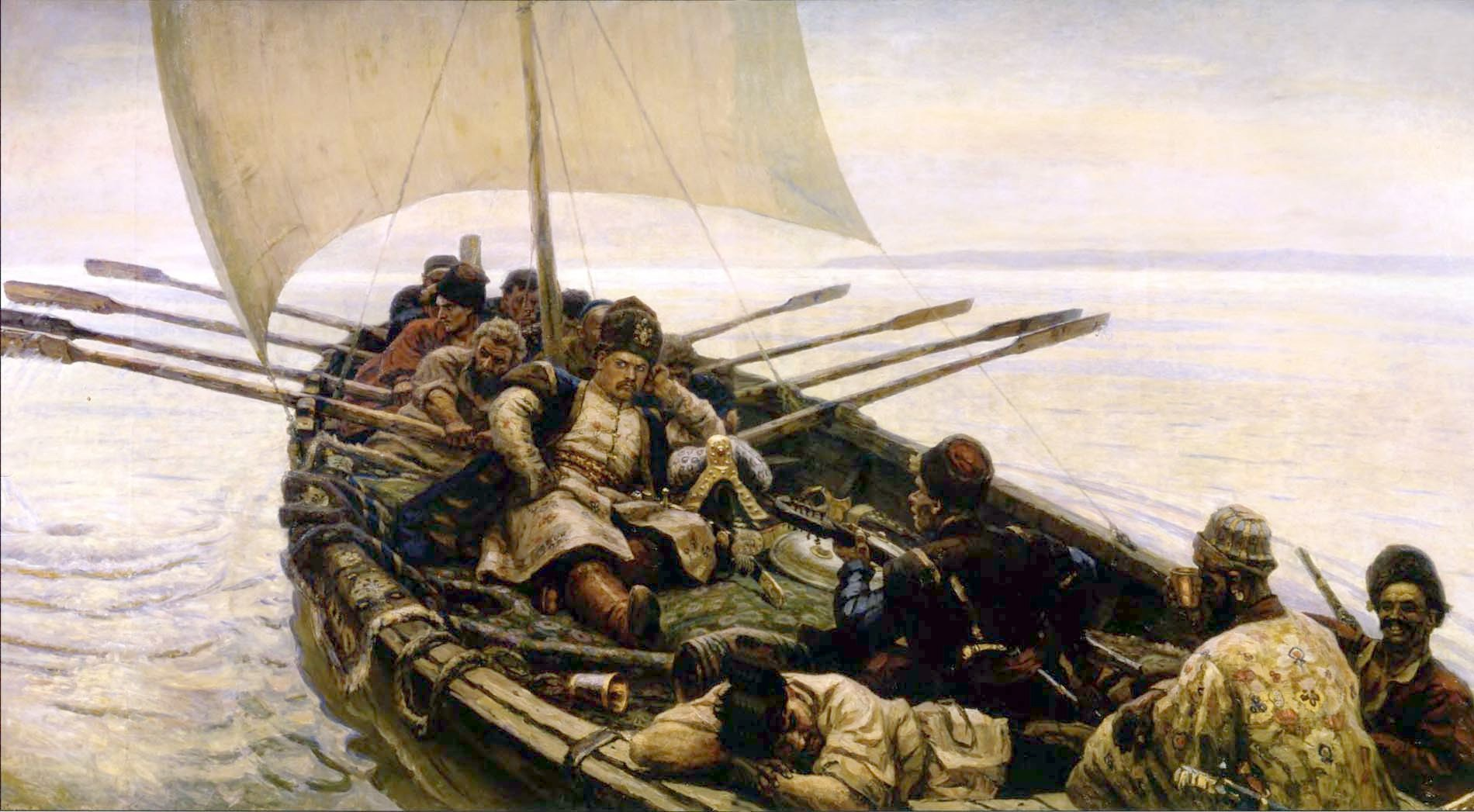
Stenka Razin vaart op de Wolga, door Vasili Soerikov, 1906

Razins eerste noemenswaardige daad was het vernietigen van een groot marinekonvooi. Hierbij werden onder andere de schatten van de patriarch en enkele rijke handelaren uit Moskou buitgemaakt.
Razin vervreemdde van de elite van zijn eigen gemeenschap en van Moskovië en maakte bekend dat hij een grote piratenexpeditie op touw wilde zetten. De regering stuurde berichten naar Tsjerkessk met het bevel Razin tegen te houden. Daarbij werd de elite van Tsjerkessk in een moeilijke positie gebracht. aan de ene kant vertrouwden ze Razin niet, aan de andere kant hoopten ze te kunnen delen in de buit die Razins expeditie zou opleveren, als ze heimelijk haar sponsorden. Razin vertrok in de lente van 1667. Toegang tot de open zee kon alleen bereikt worden via de Wolga, maar daar lagen veel forten van de regering, waarvan Tsaritsyn en Astrachan de grootste waren. De gouverneurs van al die forten waren al op de hoogte gebracht van Razins plannen en hadden de opdracht gekregen hem tegen te houden.
De kozakken verlieten de Don, waar die het dichtst de Wolga nabij kwam en droegen de schepen over land van de ene naar de andere rivier. Razin voer vervolgens de Wolga af met zijn vloot van 35 schepen. Hiermee veroverde hij enkele forten: Chenyi Iar, Krasnyi Iar en Tsaritsyn vielen zonder belegering door de listigheid van de kozakken en sympathie van de gewone mannen onder de Russische soldaten. In 1668 versloeg hij de vojvode Jakov Bezobrazov. Zelfs de gouverneur van Astrachan, I.S. Prozorovski, maakte slechts zwakke aanstalten om Razin tegen te houden. Razin richtte zich vervolgens op de Kaspische Zee. Het Perzische Rijk lag voor hen open. Hij plunderde de volgende twee jaar de Perzische kusten van Derbent tot Bakoe. 
In het voorjaar van 1669 vestigde hij zich op het eiland Svinoj. Hier werd hij in juli geconfronteerd met een vloot van Mamed-Khan van Astara, maar hij wist deze te verslaan. Hiermee vestigde hij definitief zijn naam bij leiders van omliggende landen.
In Bakoe liep Razin in de val, toen ze na het brandschatten van de stad, waar ze grote hoeveelheden wijn hadden aangetroffen, een drankfestijn waren begonnen. Het Perzische leger liet volgens Jan Struys, een Nederlandse zeeman in dienst van Moskovië die toen in Astrachan aanwezig was, slechts 1/12 van het 6000 man sterke kozakkenleger in leven en voor Razin was het moment daar om huiswaarts te keren. Verzwakt, maar rijk beladen keerden ze terug naar Astrachan, waar ze toegang eisten, bekend met de angst en hebzucht van de heersende klasse. Prozorovski werd met aanzienlijke steekpenningen omgekocht. Wel moesten de kozakken hun Perzische gevangenen en zware wapens inleveren. Gekleed in Perzische gewaden strooide Razin zilveren munten in het rond voor de toegestroomde bevolking. De kozakken waren dan ook ongelooflijk populair. Voor de lagere klassen waren ze de 'levende belichaming van vrijheid'. De kozakken verkochten hun buit tegen 1/3 van de werkelijke waarde. 'Batske' (vader) Razin bleef er zes weken en vertrok in september 1669.  
In 1669 accepteerde hij een aanbod van tsaar Alexis van Rusland om gratie te krijgen voor zijn daden in ruil voor de toezegging geen ongeautoriseerde expedities meer te ondernemen. Maar Razin hield, tegen de gewoonte in, zijn leger bij elkaar en zette zijn kamp op op een groot eiland bij Kagal'nitsskii Gorodok, bij Cherkassk. Ataman Iakovlev was niet blij met de terugkeer van zijn petekind, omdat diens prestige en macht nu zo groot was geworden. De regering maakte zich zorgen over Razins plannen voor de lente en stuurde een ambassadeur naar de elite van de kozakken om eens voorgoed met Razin af te rekenen. Razin kwam dat te weten en reisde razendsnel met zijn volgelingen naar Tserkassk en begon er een kozakkenvergadering, een krug, waarbij de ambassadeur ervan beschuldigd werd een spion van de bojaren te zijn. Het merendeel van de kozakken ging achter Razin staan en de ambassadeur werd met zijn assistent geëxecuteerd. Iakovlev vervloekte zijn petekind, maar Razin onderschatte zijn vijand en liet hem in leven en gunde hem een eigen leger, wat hem later lelijk zou opbreken. 

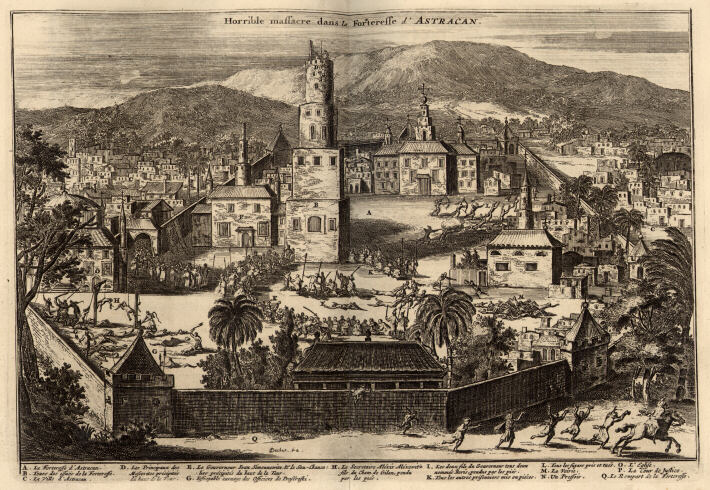
Razins rebellen in Astrachan. Illustratie uit 1681 uit een boek van Jan Janszoon Struys, een Nederlands ontdekkingsreiziger die getuige was van Razins rebellie.

### Opstand

#### Tsaritsyn
In 1670 kondigde Razin openlijk aan in opstand te komen tegen de Russische overheid. Hij wilde 'de tsaar bevrijden van de slechte bojaren die hem gevangen hielden'. Er werd een oorlog tegen de bojaren begonnen. Het kozakkenleger werd gesplitst. Zelf trok hij op naar Tsaritsyn via het land en de rivier. Vasilli Us leidde een leger over de Don en Wolga. Na drie dagen belegering viel de stad in handen van de kozakken en de gouverneur werd op de traditionele kozakkenwijze in een zak genaaid  en in de Wolga geworpen. Er werd een kozakkenregering geïntroduceerd. Het bezit van de rijken werd onder de armen verdeeld. Een ontzettingsleger van 1000 man uit Astrachan werd verslagen. De helft ervan liep over naar de kozakken, de andere helft gaf zich over toen ze merkten dat Tsaritsyn al was ingenomen. Maar de rebellen slachtten hen en hun bevelhebber af. Een ander ontzettingsleger muitte en koos de kant van Razin. 

#### Astrachan
Hij veroverde in korte tijd de Russische steden Tsjerkessk, Astrachan en Samara. Naar Astrachan stuurde Razin twee boodschappers om de stad met een garnizoen van 5000 man en 500 stuks artillerie op de muren op te geven. De gouverneur verminkte de boodschappers en hing ze buiten op aan de muren in het zicht van de rebellen. Op 22 juni brak er opstand uit binnen de stad. De gouverneur, metropoliet en de hogere klassen trokken zich terug in het kremlin, maar de citadel werd ingenomen en daarna ook de kathedraal waarin ze zich ten slotte probeerden te verschuilen. De stad was in handen van de kozakken en de krug (kozakkenvergadering) besloot 60 mensen om te brengen, waaronder de gouverneur. Op de wijze van regeren volgens de kozakken werd de stad in honderdtallen en tientallen georganiseerd, overgenomen van de Mongolen. Hij veranderde Astrachan langzamerhand in een Kozakkenrepubliek. Er was een krug voor de hele stad en kleine krugs voor de wijken. Dit democratische en egalitaire systeem beviel het gewone volk goed. Vasilii Us werd de nieuwe gouverneur van Astrachan. Razin bleef een maand na de inname van de stad. Hij stuurde zijn broer Frol met een leger naar de boven-Don. Duizenden boeren sloten zich aan bij Razins leger. Hij koos voor de Wolga-regio, waar het lijfeigenschap recentelijk was geïntroduceerd in zijn hardste en meest uitbuitende vorm. Hij riep hen op om op te staan en zich te keren tegen hun onderdrukkers. Ook nomaden en semi-nomaden, zoals de Basjkieren, Tataren en Kalmukken, die hun traditionele weidegronden in de handen van de adel zagen verdwijnen, voegden hun eigen woede en militaire macht toe. Maar Razin moest de steden in handen krijgen: de sleutel tot succes. Saratov en Samara vielen hem in handen zonder dat er een schot werd gelost: de plaatselijke bevolking openende voor hem de deuren en heette hem op traditionele Russische wijze welkom met 'brood en zout'. De opstand verspreidde zich van de Wolga-regio naar de centrale gebieden van het land en in oostelijke richting naar de Oeral en Siberië. In de centrale gebieden werd een groep van 7000 opstandelingen geleid door een non, ataman Alena. Ze werd na haar gevangenname door prins Jurge Dolgoroek levend verbrand.

#### Simbirsk
Hij liet iedereen die zich tegen hem verzette ombrengen, onder wie twee vorsten. Razin wilde echter meer en bereidde een offensief voor om Moskou in te nemen via Kazan en Nizjni Novgorod. De stad Simbirsk wist hij in september 1670 binnen te komen, maar er werd een maand gestreden om het kremlin. Drie aanvallen werden afgeslagen. Er kwam een Russisch ontzettingsleger en Razin stond zo tussen twee vuren. In zijn strijd tegen dit leger raakte Razin driemaal gewond. De legers trokken zich terug, zonder dat een partij de overwinning kon opeisen en Razin gaf bevel opnieuw het kremlin van Simbirsk aan te vallen, maar hij kon zelf de aanval niet leiden. De aanval liep uit op een ramp voor de opstandelingen. Na een lange slag verloor Razin en moest vluchten, waarbij hij het grootste deel van zijn aanhangers achterliet. Razin werd door zijn kameraden weggedragen naar de schepen. De Russische troepen namen verschrikkelijk wraak op de achterblijvers, erger dan Razin had gedaan in Astrachan. Honderden werden gedood en als teken van vergelding op drijvende schavotten op de rivier gezet.
Daarmee was Razins opstand evenwel nog niet voorbij. Razin kwam veilig aan op zijn eiland in de Don. Gedurende de winter hoopte hij van zijn wonden te genezen. Hij probeerde nieuwe aanhangers te krijgen door ontevreden burgers en lijfeigenen van grote steden in Rusland aan te zetten tot opstand. Hij beloofde hun om de Bojaren en andere hoge officieren uit te zullen roeien om zo iedereen gelijk te maken.
Razins opstand kon op de lange duur echter geen stand houden. Hij verloor meerdere gevechten. Toen de Patriarch van Moskou hem in de ban deed, keerden veel van zijn volgelingen en de Don-kozakken zich tegen hem. 
Met een groot kozakkenleger van de lagere Don viel ataman Iakovlev, Razins peetoom, Razins basis op het eiland binnen en doodde er de ataman en nam Razins vrouw en broer gevangen. Razin zag nu in dat hij een vergissing had begaan door Iakovlev de vorige lente in leven te laten. Na een tweede gevecht in 1671 bij Kagalnitskii Gorodok, het laatste fort dat nog in zijn bezit was, was het voor Razin voorbij en Iakovlev leverde hem en zijn broer Frol Razin levend uit aan de regering. Iakovlev schond zo het oudste principe van het kozakkenleven: s Dona net vydacha (van de Don wordt niemand uitgeleverd). Iakovlev en de rest van de kozakkenelite waren bereid tradities van de kozakken op te geven om zich met Moskovië te verbinden. Ze konden macht, status en rijkdom krijgen als trouwe dienaren van Moskou, in plaats van als vrijbuiters, zoals vroeger. 

#### Einde in Moskou
Razin werd overgebracht naar Moskou, waar hij na verschrikkelijke foltering werd veroordeeld tot dood door vierendeling. Men wilde hem vernederen in de ogen van hen die hem zagen als bevrijder van hun ellende. De executie vond in juni 1671 plaats op het Rode Plein. Razin stierf moedig, zonder een kik te geven. De executie had niet het gewenste effect: zijn mythe werd niet onder het volk vernietigd, maar verstevigde zijn plaats als grootste volksheld in de Russische geschiedenis. De afloop van zijn opstand had zeker anders kunnen uitpakken. Het kozakkenidee van vrijheid en zelfbestuur was immers diep in de Russische volkscultuur geworteld en de kozakken boden het militaire vermogen om overwinningen te boeken. Moskovië had de effectieve tactiek ontwikkeld het kozakkenleger te verdelen en neutraliseren: verleiding met beloften van rijkdom en status. Dezelfde tactiek hadden eerder de Byzantijnen en Chinezen ontwikkeld om met de Hunnen om te gaan.

## In de kunst
De persoon van Stenka Razin is thema van een symfonisch gedicht van Aleksandr Glazoenov en een cantate van Sjostakovitsj.
Stenka Razin is de hoofdpersoon in een populair Russisch volkslied uit 1883. Dit lied werd vooral bekend door een van de eerste Russische films, opgenomen in 1908. In Nederland is de melodie bekend door liederen als Aan de oever van de Rotte en Vol verwachting blijf ik uitzien van Johannes de Heer en verder door The Carnival Is Over van The Seekers.
Er is nog een ander bekend lied over Stenka Razin: Jest na Volge oetjos (Een rots staat in de Wolga).